# Titidius galbanatus
Titidius galbanatus là một loài nhện trong họ Thomisidae.
Loài này thuộc chi Titidius. Titidius galbanatus được Eugen von Keyserling miêu tả năm 1880.